# 勇気の戦士ナスライガー
勇気の戦士ナスライガー（ゆうきのせんしナスライガー）とは、栃木県那須塩原市を中心に活動しているローカルヒーローである。地域活性化団体・那須らいずが運営している。「千里の道も一歩から、一歩踏み出す勇気を持とう！」がナスライガーのメッセージ。

## 概要
- 2014年8月2日、経営者有志の会が地域活性化団体・那須らいずを立ち上げ、ナスライガーデビュー。
- 2019年8月18日、ナスライガー活動5周年、タタミマン活動10周年で、那須塩原市内で感謝祭を開催[1]。前後して、2019年までのイベント出演の謝礼金を那須塩原市に寄付した[2]。
- 2020年6月、新型コロナウイルス感染症 (2019年)の影響で苦しむ地元企業応援のためのぼり旗などを作製・配布[3]

小学校の集会にゲストとして登場しショーを行うこともある。
このほか、2015年より献血PR活動に力を入れており、黒磯ライオンズクラブ主催となる那須塩原市内の大型量販店での献血バス活動時には、ナスライガーの呼びかけで各地のヒーローや悪役が応援に集まることがある。

## キャラクター
- ナスライガー - デザインは那須疏水・九尾の狐の尻尾・雷・胸のRは那須らいず（Rize）のRを意味する。必殺技は「サンダーキック」[2]。
- 玉藻御前（たまもごぜん） - 九尾の狐の善の化身で神
- 黒妖姫（こくようき） - 九尾の狐の悪の化身
- サラマンダー - 盲目の蛇の化身
- 鬼怒（きど） - 人間の悪の心が創り出した怪人
- 減夢（げんむ） - 子供たちの夢を奪う
- 殺那（せつな） - 鬼怒の妹
- 鴉天（あてん） - 広報担当旅鳥・
- 黒鋼夢 - 福島県二本松からの刺客
- キーグ博士 - 普通の人間をヒーローにしてしまう特殊能力を持ち、ナスライガーとタタミマンとナスライガーブラックを育てた博士
- ナスライガーブラック - キーグ博士が最初に登場させようとしたヒーロー。

## タタミマン
- WA（和）の伝道師タタミマン - ナスライガーと共に栃木県北を盛り上げるヒーロー。ナスライガーより5年早く2009年秋頃活動開始した[1]。「僕のお腹には夢と希望が沢山詰まってるんだ！県北の子供たちに夢と笑顔を・・・」がモチーフ。必殺技は「畳返し」。

## テーマソング
- 「一歩 百歩 千歩」那須塩原市出身のアーティストRaykay（レイケイ）が作詞作曲し歌う。

## 映像作品出演
- ナスライガーvsコロナウイルス【保育園等手洗い啓発事業】那須塩原市作製[6]
- クランクイン塩原ン - 2021年3月公開の短編映画。ナスライガー、鬼怒、殺那が出演[7]。

## 外部サイト
- ナスライガー公式サイト